# Moraba concolor
Moraba concolor är en insektsart som beskrevs av Kenneth Hedley Lewis Key 1977. Moraba concolor ingår i släktet Moraba och familjen Morabidae. Inga underarter finns listade i Catalogue of Life.